# Брдарка
Брдарка (словац. Brdárka) — село в окрузі Рожнява Кошицького краю Словаччини. Площа села 6,13 км². Станом на 31 грудня 2016 року в селі проживав 61 житель.

## Історія
Перші згадки про село датуються 1556 роком.

## Населення
| Рік:            | 1994. | 2004.   | 2014.   | 2024.   |
| --------------- | ----- | ------- | ------- | ------- |
| Кількість осіб: | 62    | 60      | 62      | 61      |
| Різниця:        |       | -3,22 % | +3,33 % | -1,61 % |

| Рік:            | 2023. | 2024.   |
| --------------- | ----- | ------- |
| Кількість осіб: | 60    | 61      |
| Різниця:        |       | +1,66 % |